# Liste des plus grandes entreprises pharmaceutiques
Cette liste répertorie les plus grandes entreprises de l'industrie pharmaceutique.

## Sources
Les classements varient selon les sources. Il y a 2 raisons à cela :
- la définition de ce que l'on appelle « industrie pharmaceutique » ;
- le fait que pour les entreprises privées non cotées ainsi que pour les entreprises étatiques, les données sont difficiles à trouver.

Nous avons utilisé les sources suivantes :
- Zone Bourse[1].
- Les sites web des entreprises, avec les données de la page Wikipedia en anglais List of largest biomedical companies by revenue (en).
- Les données de PharmExec sur les 50 plus grosses sociétés de pharmacie mondiales[2].

## Classement
| Rang | Entreprise               | Pays              | Chiffre d'affaires | Chiffre d'affaires | Chiffre d'affaires | Bénéfice |
| ---- | ------------------------ | ----------------- | ------------------ | ------------------ | ------------------ | -------- |
| 1    | Johnson & Johnson        | États-Unis        | 82,1               | 82,1               | 40,1               | 15,1     |
| 2    | Roche                    | Suisse            | 62,9               | 63,8               | 48,2               | 13,8     |
| 3    | Pfizer                   | États-Unis        | 48,5               | 51,7               | 43,7               | 16,3     |
| 4    | Novartis                 | Suisse            | 49,1               | 47,4               | 46,1               | 7,3      |
| 5    | Sanofi                   | France            | 47,4               | 39,2               | 34,9               | 3,1      |
| 6    | Merck & Co.              | États-Unis        | 46,8               | 46,8               | 40,9               | 9,8      |
| 7    | GlaxoSmithKline          | Royaume-Uni       | 43,5               | 43,9               | 31,3               | 6,0      |
| 8    | Bayer Schering Pharma    | Allemagne         | 43,3               | 48,0               | 18,6               | 1,9      |
| 9    | Abbott Laboratories      | États-Unis        | 31,9               | 31,9               | 4,5                | 3,7      |
| 10   | Bristol-Myers Squibb     | États-Unis        | 26,1               | 26,1               | 40,7               | -        |
| 11   | Amgen                    | États-Unis        | 23,4               | 23,4               | 22,2               | 7,8      |
| 12   | Gilead Sciences          | États-Unis        | 22,4               | 22,4               | 21,7               | 5,4      |
| 13   | Eli Lilly                | États-Unis        | 22,3               | 22,3               | 20,1               | 8,3      |
| 14   | AstraZeneca              | Royaume-Uni Suède | 22,1               | 24,4               | 23,2               | 2,2      |
| 15   | Novo Nordisk             | Danemark          | 17,9               | 18,3               | 18,3               | 5,7      |
| 16   | Teva Pharmaceuticals     | Israël            | 17,2               | 16,9               | 11,1               | - 0,8    |
| n.c. | Sinopharm                | Chine             | n.c.               | 60,2               | n.c.               | n.c.     |
| n.c. | AbbVie                   | États-Unis        | n.c.               | 33,3               | 32,4               | n.c.     |
| n.c. | Takeda Pharmaceutical    | Japon             | n.c.               | 31,2               | 29,2               | n.c.     |
| n.c. | Thermo Fisher Scientific | États-Unis        | n.c.               | 25,5               | n.c.               | n.c.     |
| n.c. | Boehringer Ingelheim     | Allemagne         | n.c.               | 19,5               | n.c.               | n.c.     |

Autres laboratoires importants : Mylan